# Waldfischbach-Burgalben
Waldfischbach-Burgalben é um município da Alemanha localizado no distrito de Südwestpfalz, estado da Renânia-Palatinado.
Pertence ao Verbandsgemeinde de Waldfischbach-Burgalben.

## Galeria de imagens

Waldfischbach-Burgalben
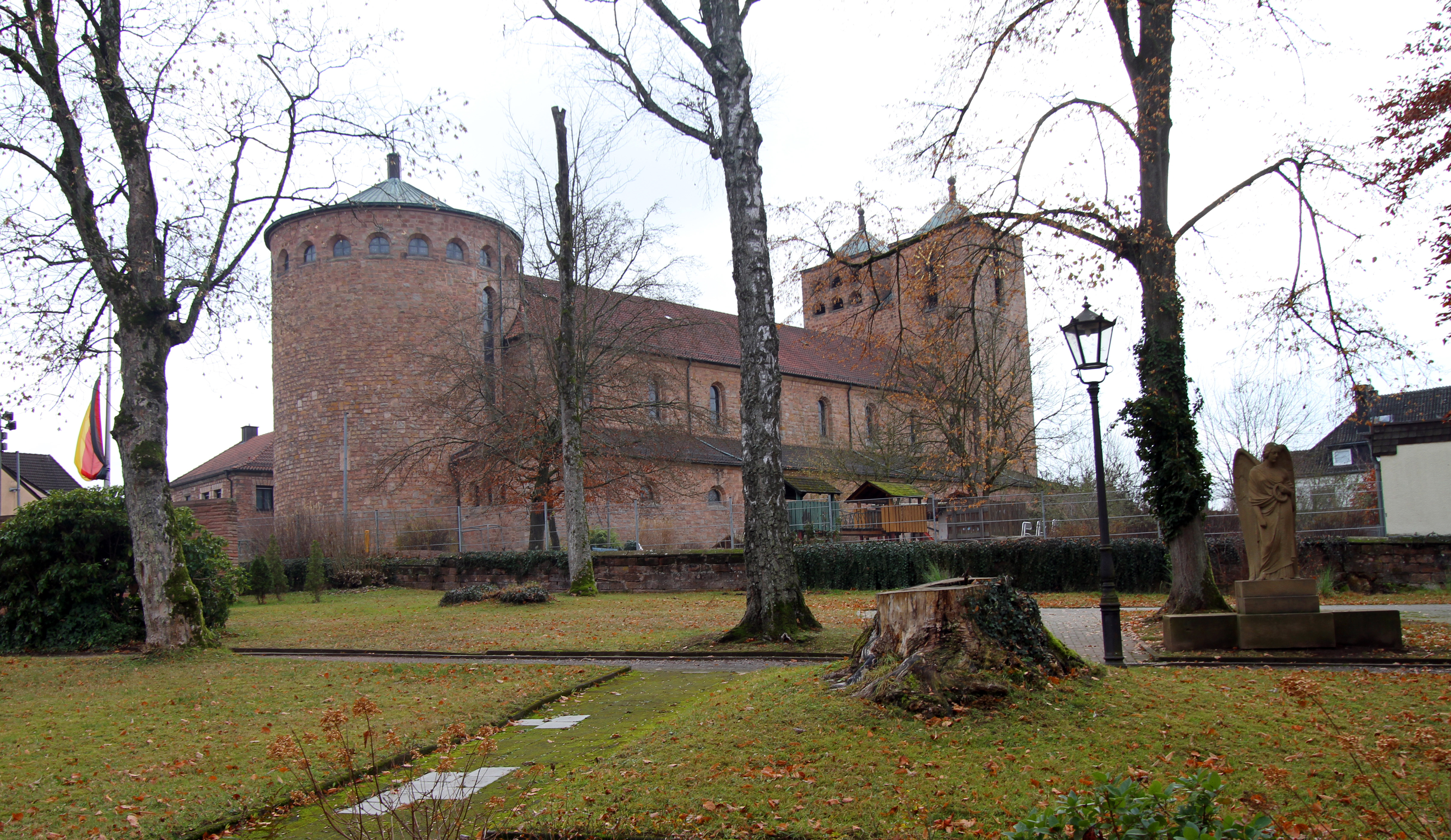
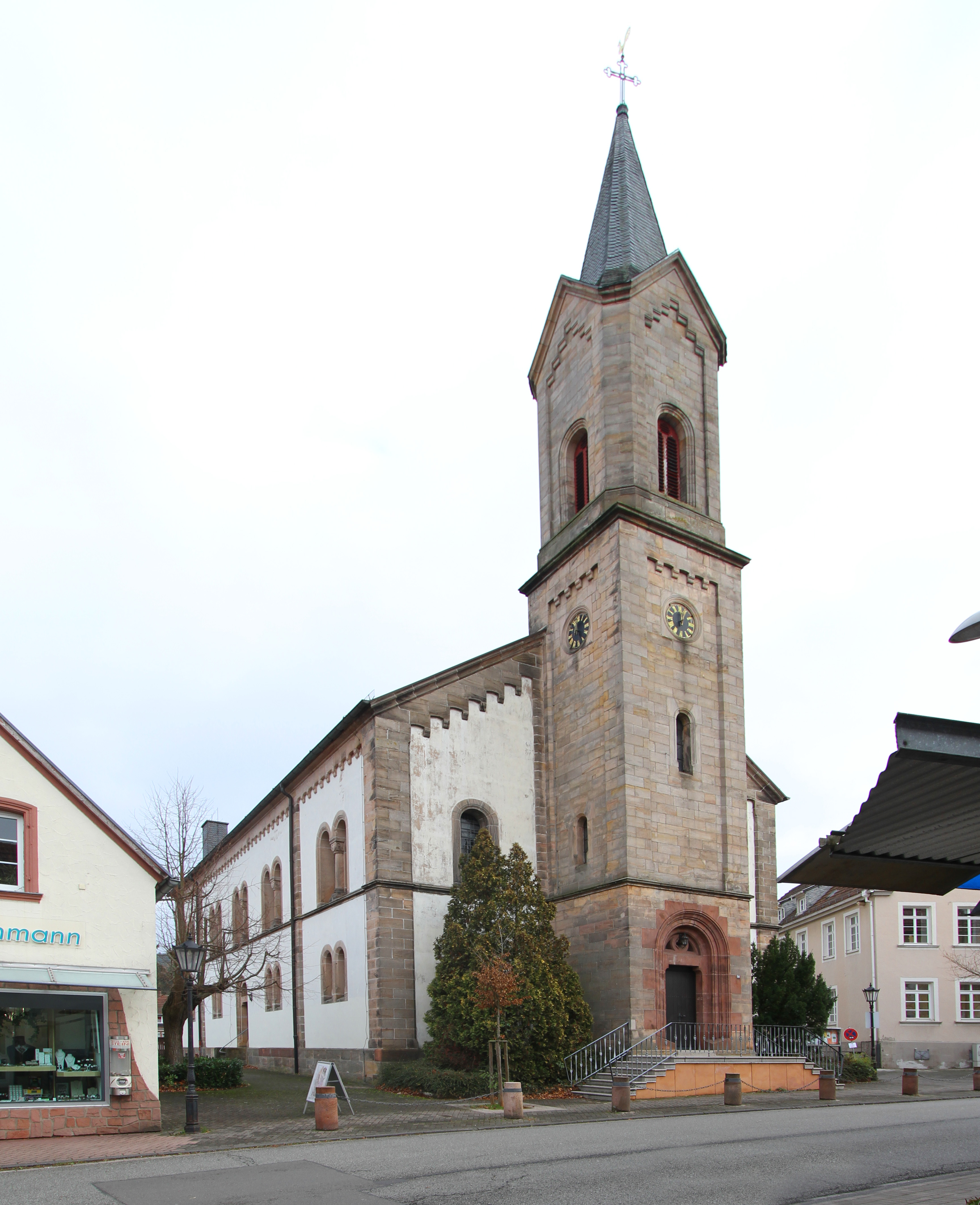
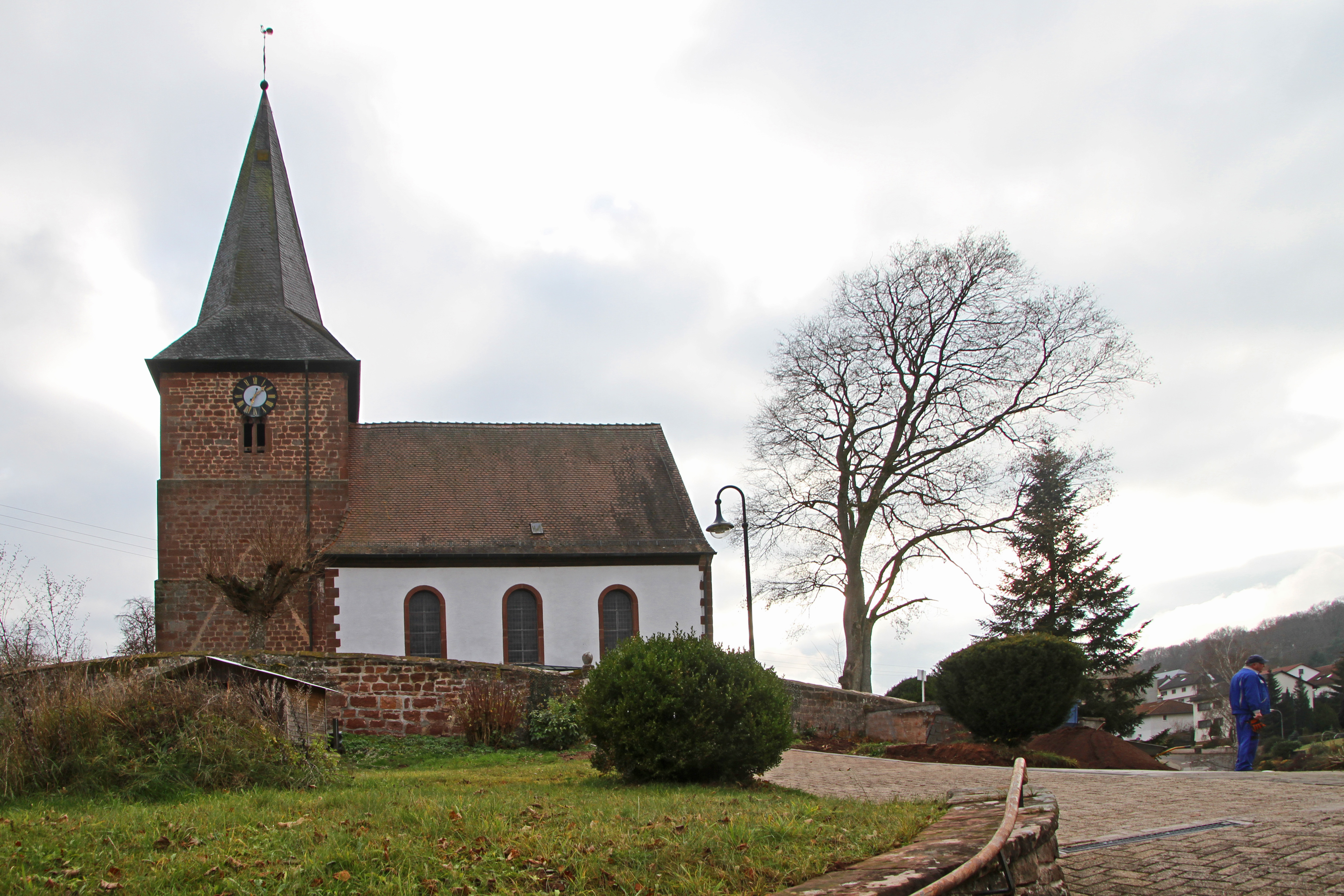
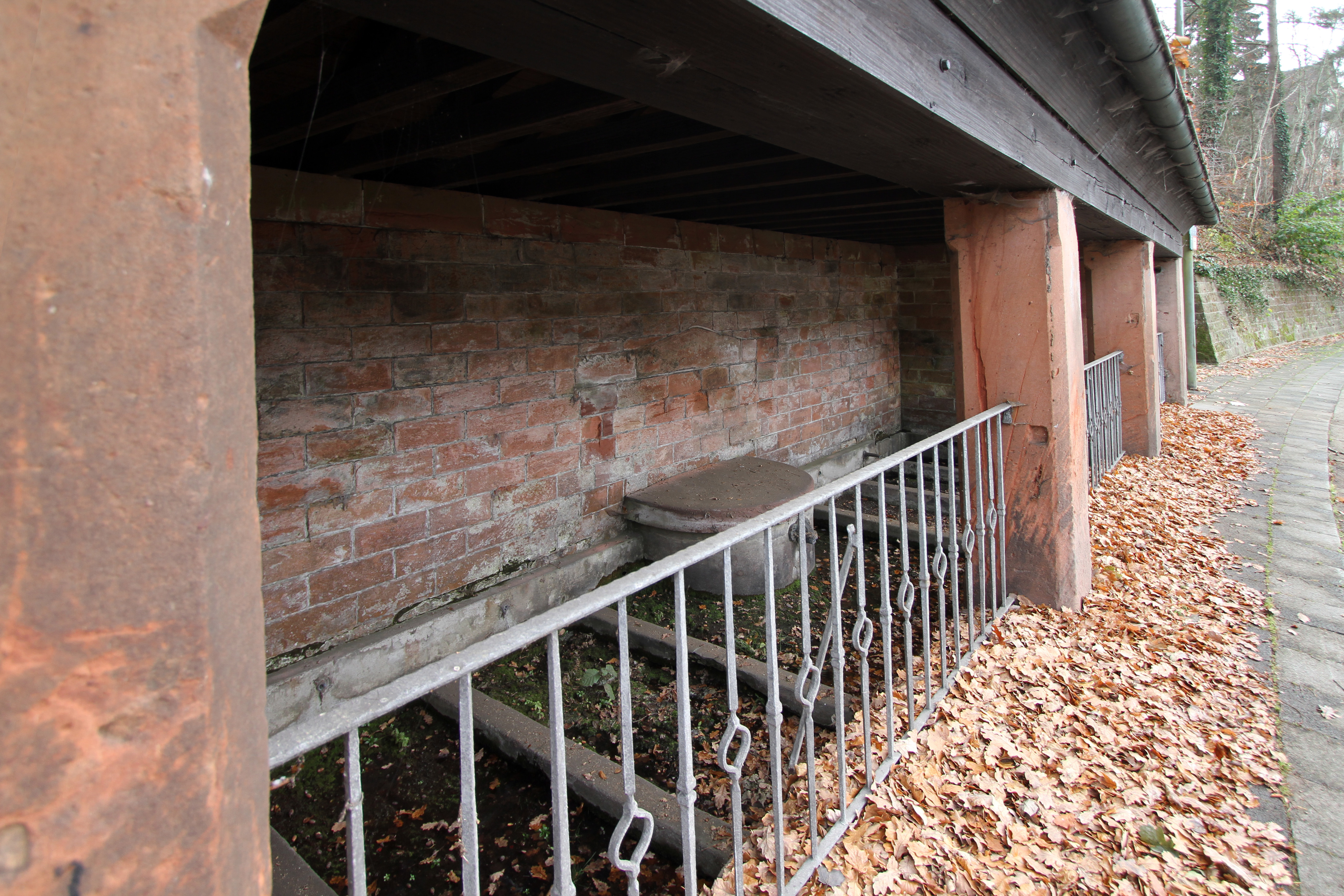
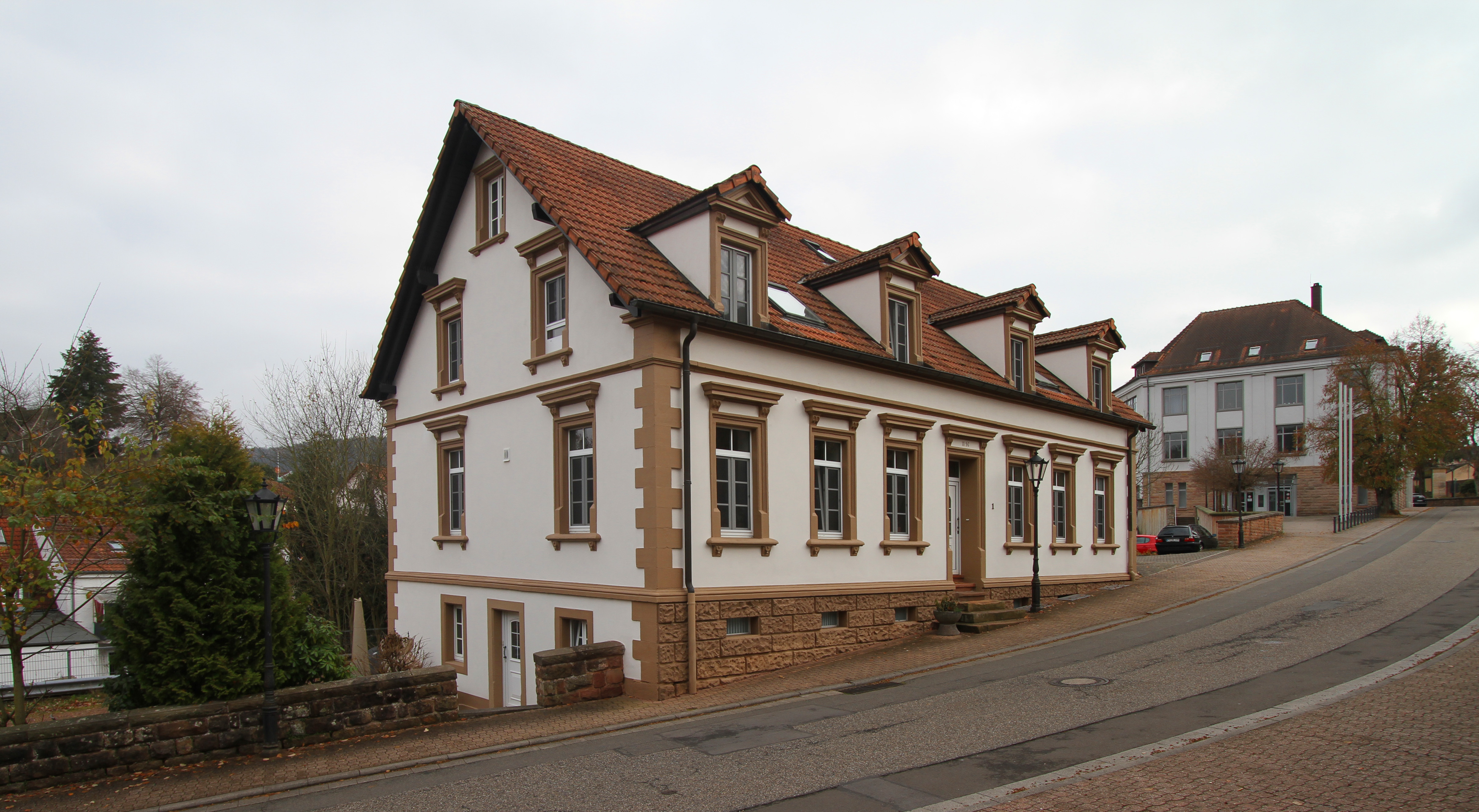
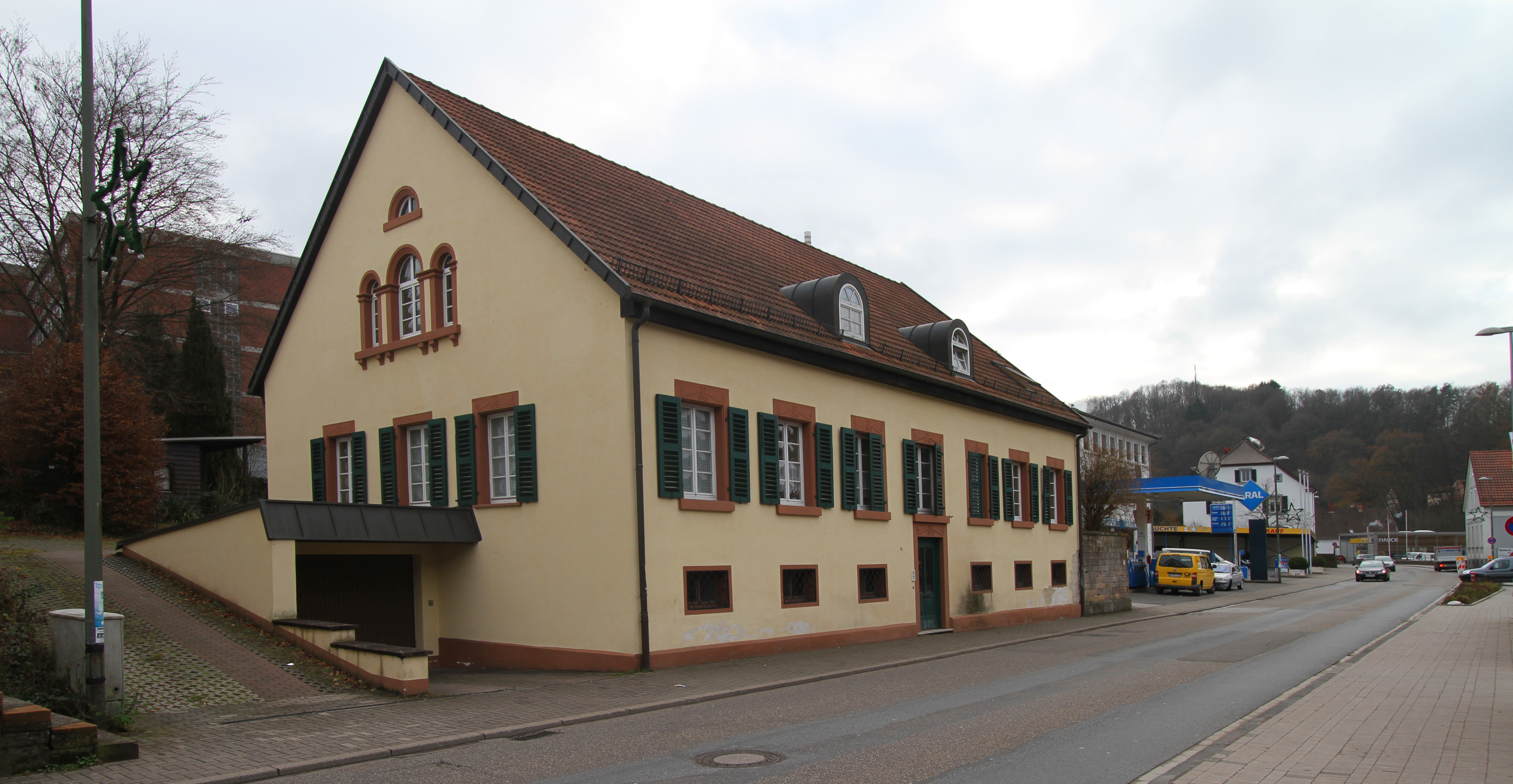
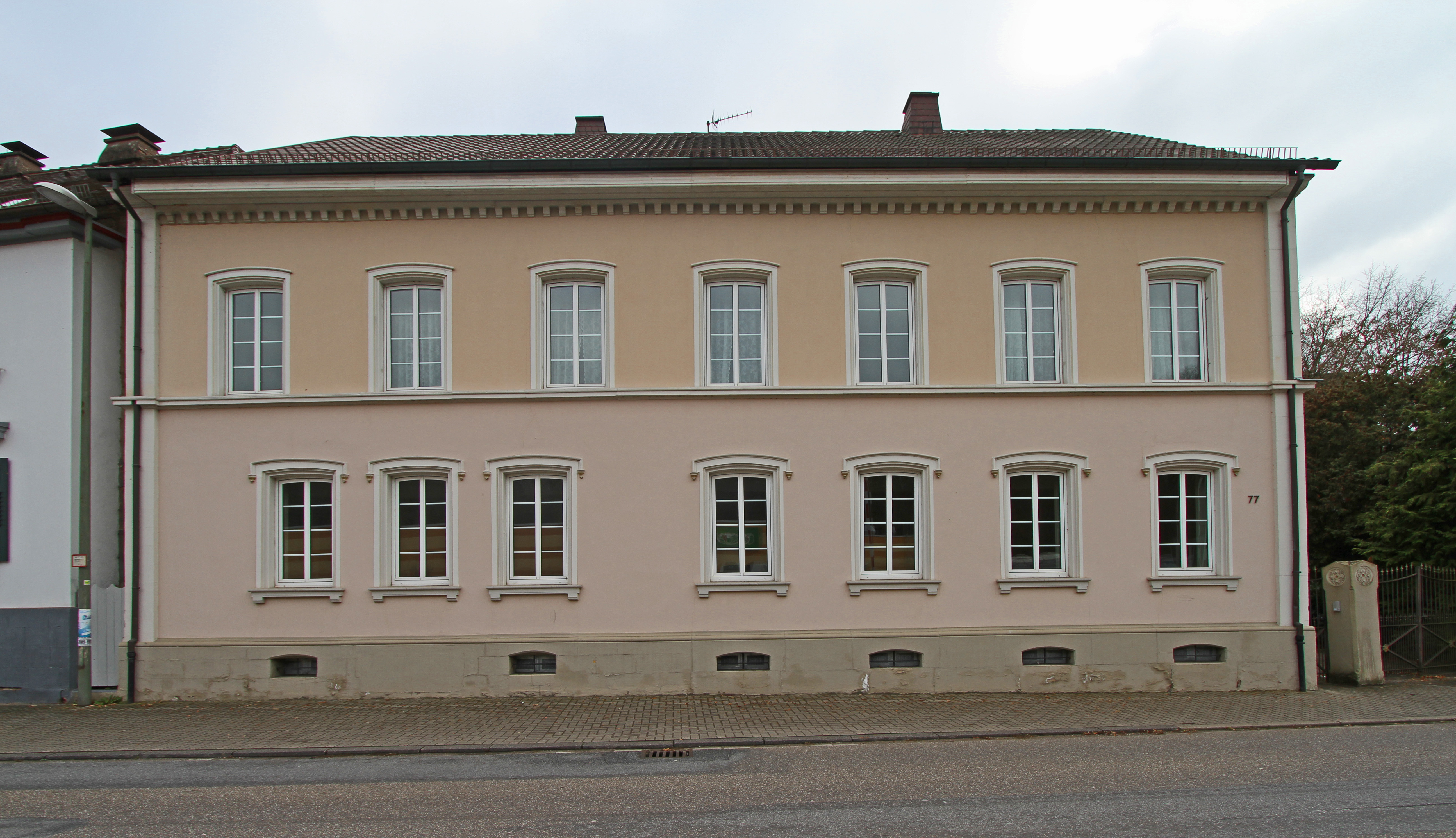
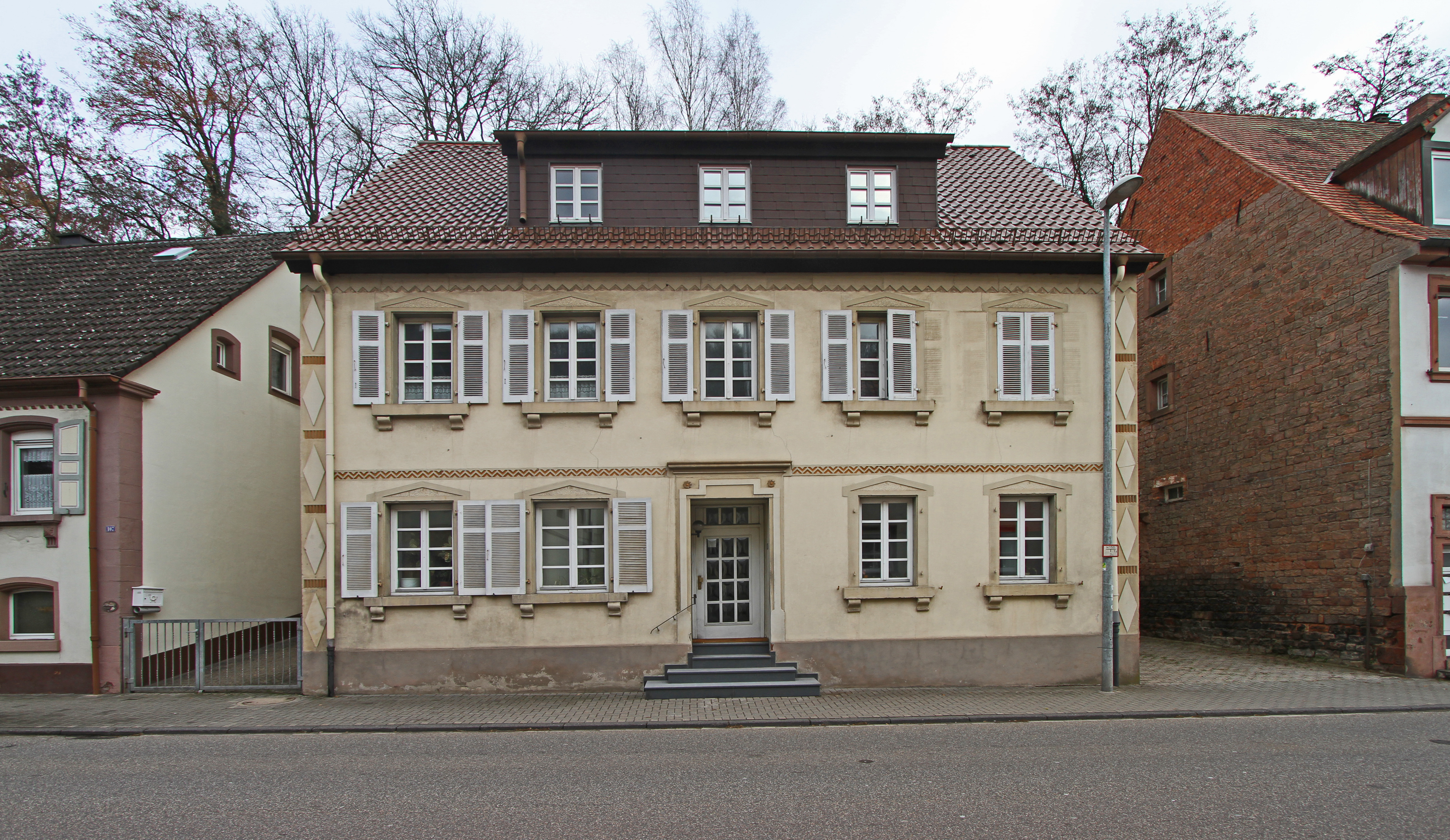